# Rag-i-Bibi
Koordinaten: 35° 53′ 10″ N, 68° 44′ 54″ O
Bei dem Rag-i-Bibi (Adern der Dame) handelt es sich um ein sassanidisches Felsrelief im heutigen Afghanistan. Es wurde erst im Jahr 2002 von westlichen Wissenschaftlern zur Kenntnis genommen. Es befindet sich ca. einen Kilometer südlich des Dorfes Shamarq und 10 km südlich von Pol-e Chomri. Rag-i-Bibi ist der lokale Name des Reliefs. Der Name bezieht sich auf Fatima bint Mohammed, die Tochter von Mohammed, die bei den Schiiten hoch angesehen war.
Das Relief ist 4,9 m hoch und 6,5 m breit. Es ist heute stark zerstört, was einerseits auf das Alter zurückgeht, andererseits auf Verwüstungen der Taliban. Am Ende der Talibanherrschaft meldeten lokale Dorfbewohner das Relief bei lokalen Behörden an, da sie befürchteten das Relief würde leiden. Einzelne Taliban wurden daraufhin auf das Relief aufmerksam und verwüsteten es, da Anwohner es verehren würden.
Das Relief zeigt einen sassanidischen König bei der Jagd auf ein Panzernashorn. Der König reitet auf einem Pferd im Galopp. Seine Figur wäre etwa 2,4 m hoch, wenn er stehen würde. Um den König stehen drei Figuren. Hinter dem Pferd des Herrschers ist noch ein zweites zu erkennen, das nur schlecht erhalten ist. Der obere Abschluss des Reliefs zeigt eine Reihe von schlecht erhaltenen Architekturen.
Gerade der Kopf des Herrschers ist stark zerstört. Die Krone würde eine sichere Identifizierung ermöglichen. Gewisse stilistische Details deuten jedoch an, dass Schapur I. dargestellt war. Im Stil vereinigt das Relief sassanidische, aber auch lokale (Gandhara) Merkmale.